# Laurent Guérineau
Pour les articles homonymes, voir Guérineau.
Laurent Guérineau, né à Paris le 24 décembre 1967, est un écrivain français, dont les œuvres se situent essentiellement dans le registre de la littérature régionaliste bretonne.

## Biographie
D'origine bretonne, Laurent Guérineau passe son enfance et son adolescence en région parisienne, dans la campagne seine et marnaise. Sa vie étant très tôt ponctuée de séjours en Méditerranée et surtout en Bretagne, la mer devient pour lui un élément essentiel et prépondérant, qui jouera un rôle crucial dans ses choix de vie et d'écriture. 
C'est ainsi qu'en 1994, il décide de quitter Paris et son métier d'informaticien pour partir vivre sur la terre de ses ancêtres, et s'installe à Pléneuf-Val-André, dans les Côtes-d'Armor. Là, il reprend les rênes du chantier naval local et apprend sur le tas le métier de charpentier de marine, qu'il exercera jusqu'en 2004, en travaillant aussi sur plusieurs chantiers à Saint-Malo. Parallèlement à cela, il se consacre à l'écriture de romans policiers et de nouvelles, et devient en 1999 journaliste pour un mensuel nautique national. Laurent Guérineau est donc un écrivain autodidacte qui tire son inspiration tant dans ses lectures de prédilection que dans son ancrage dans les réalités du monde qu'il décrit dans ses livres.
Passionné par la Bretagne, la nature et les bateaux, il invente le personnage atypique d'Alain Bivelin, un charpentier de marine qui met sa perspicacité et sa connaissance du terrain au service d'enquêtes policières, puis, plus récemment, celui de Dana Desmot, une fillette d'une dizaine d'années qui entraîne les lecteurs dans ses aventures marines.
À ce jour, l'œuvre de Laurent Guérineau se situe donc clairement sur le terrain du roman régionaliste, mais aussi dans le registre moderne des romans noirs pour les aventures d'Alain Bivelin, publiées dans la collection Breizh noir des éditions Astoure, et dans celui de la littérature tout public, et notamment jeunesse, avec celles de Dana Desmot.

## Résumé deTrois cadavres trois coupables(roman, 2004)
Rien ne va plus à Pléneuf-Val-André, ville portuaire et touristique de Bretagne nord. Les bateaux coulent, beaucoup de monde ment, des histoires passées ressurgissent, et les cadavres s’additionnent. Aussi, l’inspecteur de police chargé de résoudre cette affaire est accablé. Il va toutefois pouvoir compter sur la perspicacité et la connaissance du terrain du charpentier de marine local, un certain Alain Bivelin, très heureux de l’aider à remettre de l’ordre dans ce panier de crabes.